# Seppo Kääriäinen
Seppo Arimo Kääriäinen, né le 29 mars 1948 à Iisalmi, est un homme politique finlandais, membre du Parti du centre (Kesk).

## Biographie

### Carrière politique
Il est élu pour la première fois député à la Diète nationale en mars 1987. Au début de son deuxième mandat, en mai 1991, il est choisi comme président du groupe du Kesk, revenu au pouvoir sous la direction d'Esko Aho. Le 1er août 1993, ce dernier l'appelle au gouvernement, comme ministre du Commerce et de l'Industrie.
Il quitte ce poste le 12 avril 1995 et devient alors vice-président de la commission parlementaire de l'Économie. Après les élections de mars 2003, il est désigné premier vice-président de la Diète nationale. Cependant, le 24 juin, il est appelé par le nouveau Premier ministre Matti Vanhanen pour lui succéder au poste de ministre de la Défense, que lui-même occupait depuis le 17 avril seulement.
À l'issue de son mandat, le 18 avril 2007, Seppo Kääriäinen est de nouveau choisi comme premier vice-président de la Diète. Après les élections d'avril 2011, il devient vice-président de la commission de la Défense.

### Vie privée
Il est marié depuis 1975 à Pirjo Kolehmainen, avec qui il a un fils, Otso, en 1986. Il vit dans sa ville natale de Iisalmi, en Savonie du Nord.

## Ouvrages
- Suomen oma tie (1985)
- Haastaja: yhteistyötä ja vastavoimaa (1989)
- Sitä niittää, mitä kylvää : Keskustan strategiset valinnat 1964-2001 (2002)
- Meikäläisen mukaan (2015)

## Distinctions
- Ordre de la Croix de Terra Mariana de première classe